# Laureano Guevarra
Laureano Guevarra, bijgenaamd Kapitan Moy, (Marikina, 4 juli 1851 - 30 december 1891) was een Filipijns schoenmaker en ondernemer. Guevarra was de pionier van de schoenenindustrie van Marikina.

## Biografie
Laureano Guevarra werd geboren op 4 juli 1851 in Marikina. Zijn ouders waren Jose Emiterio Guevara and Timotea Marquita San Andres. Hij brak zijn studie aan het Ateneo de Manila af om te gaan werken bij zijn vader in het bedrijf. Later leerde hij zichzelf schoenen te maken door schoenen uit elkaar te halen en weer in elkaar te zetten. In die tijd konden alleen rijke mensen in de Filipijnen het zich veroorloven om schoenen aan te schaffen en Guevarra wilde daar verandering in brengen. Na het verfijnen van zijn kunsten opende hij in 1881 een schoenenzaak, waar hij schoenen produceerde en verkocht. Zijn zaak liep dermate goed dat zijn assistenten na verloop van tijd ook een schoenenzaak begonnen. Later volgde meer ondernemers hun voorbeeld. Zo ontstond de beroemde schoenenindustrie waar Marikina bekend om werd. Tien jaar nadat Guevarra zijn zaak had geopend waren er al 15 schoenen producerende zaken in Marikina.
Naast zijn schoenenzaak was Guevarra ook enige tijd burgemeester (capitan municipal) van Marikina. In 1891 overleed hij op 40-jarige leeftijd. Hij was getrouwd met Eusebia Mendoza en kreeg met haar acht kinderen. In 1970 werd in Marikina als eerbetoon aan Guevarra een monument opgericht.

## Bron
- National Historical Institute, Filipinos in History, Vol 1-3, Manilla, NHI (1989-92)